# San Nicolás, Oaxaca
San Nicolás là một đô thị thuộc bang Oaxaca, México. Năm 2005, dân số của đô thị này là 1037 người.